# Maksim Zhitnev
Bản mẫu:Eastern Slavic name
Maksim Igorevich Zhitnev (tiếng Nga: Максим Игоревич Житнев; sinh ngày 5 tháng 5 năm 1990) là một tiền đạo bóng đá người Nga. Anh thi đấu cho F.K. Kuban Krasnodar.

## Sự nghiệp câu lạc bộ
Anh có màn ra mắt tại Russian Second Division cho FC Sibir-2 Novosibirsk vào ngày 23 tháng 4 năm 2011 trong trận đấu với FC Kuzbass Kemerovo.
Anh được nhận danh hiệu Cầu thủ xuất sắc nhất tháng ở Giải bóng đá Quốc gia Nga vào tháng 7 năm 2015.